# القوة متعددة الجنسيات والمراقبون في سيناء

جندي أمريكي في المعسكر الشمالي في الجورة

رقيب أميركي من فرقة العمل الأولى في سيناء.

القوة متعددة الجنسيات والمراقبون (بالإنجليزية: Multinational Force and Observers (MFO ))‏ - ويُقال «قوات حفظ السلام الدولية» - هي قوات دولية مسؤولة عن حفظ السلام بين مصر وإسرائيل، تعمل القوة المتعددة الجنسيات والمراقبون بشكل عام في شبه جزيرة سيناء وحولها. أنشئت عام 1982 نتيجة لاتفاقية كامب ديفيد. مقرها الرئيسي الجورة. وقد تم تشكيل هذه القوات بدعم أميركي نشط بعد ما أعلنت الأمم المتحدة أنها لن ترسل قوات حفظ سلام إلى سيناء، وتدير القوة المتعددة الجنسيات ومقرها روما، مكاتب اتصال في كل من القاهرة بمصر، وتل أبيب بإسرائيل وشبكة تضم 35 برج مراقبة ونقطة تفتيش ومركز مراقبة على طول الشريط الممتد على طول شرقي سيناء. وإجمالا، تقوم القوة الدولية وقوامها قرابة 1700 جندي بالإضافة إلى طاقم المراقبين المدنيين الأميركيين البالغ عددهم 15 مراقباً بالتأكد من الامتثال من قبل مصر وإسرائيل للأحكام الأمنية الواردة في اتفاقية كامب ديفيد 

## الخلفية التاريخية

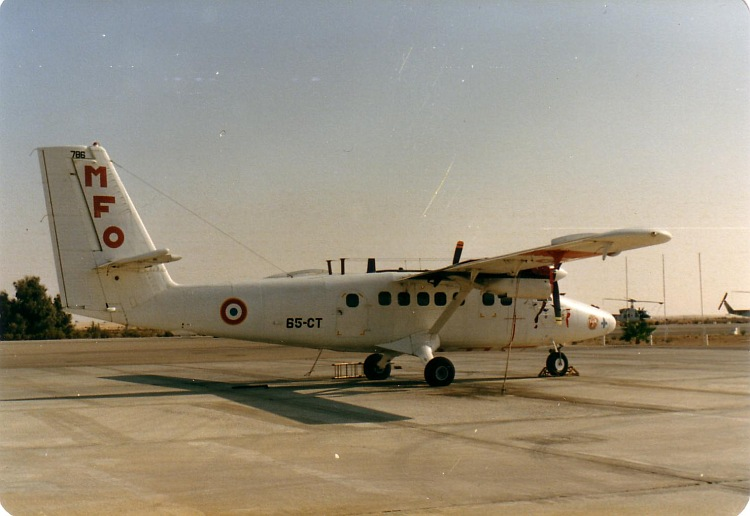
توأم أوتر للقوات الجوية الفرنسية على خط طيران El Gorah في عام 1989

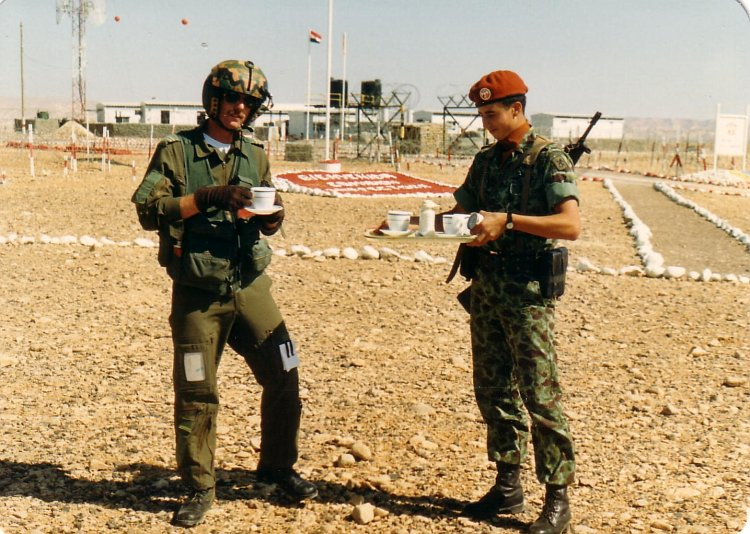
جندي كولومبي يستضيف طيار هليكوبتر كندي عام 1989. يرتدي الكولومبي القبعة المميزة ذات اللون الفخاري والتي تنفرد بها القوة المتعددة الجنسيات.

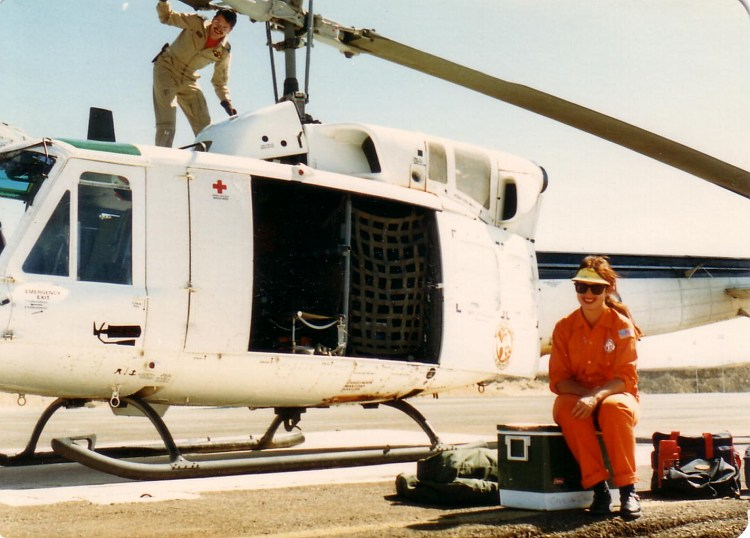
المروحية الكندية سي إتش 135 توين هيوي ومراقب القوة المتعددة الجنسيات يرتدون الزي البرتقالي المميز المستخدم في عام 1989.

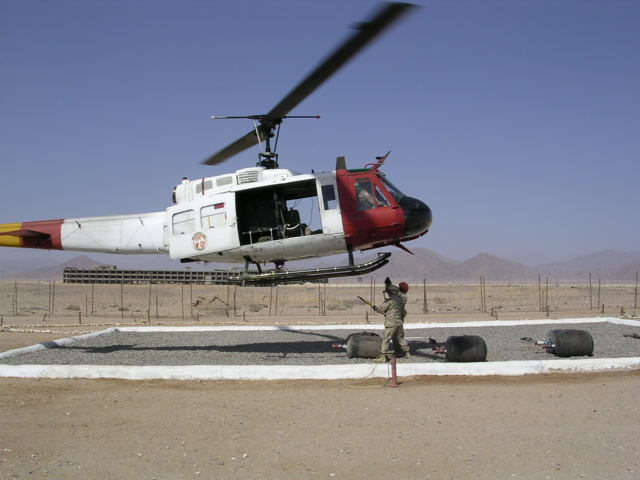
جنود الجيش الأمريكي من 1-125 لوازم تحميل حمولة المشاة 2004.

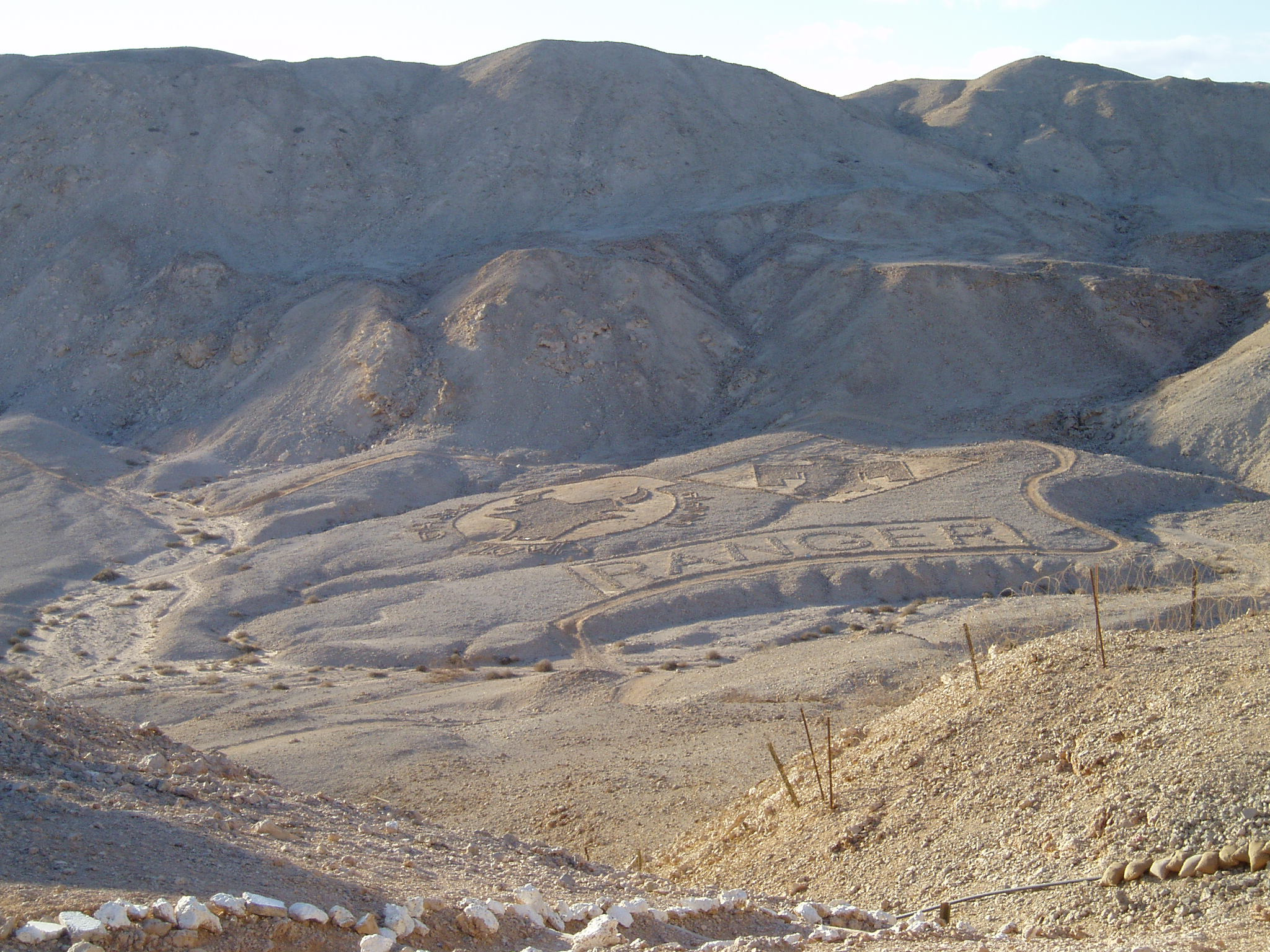
مسار التدريب البدني في أو بي (نقطة المراقبة) 3-11 في جزيرة تيران في البحر الأحمر. الجزيرة محاطة بالألغام الأرضية الوظيفية وغير العاملة.

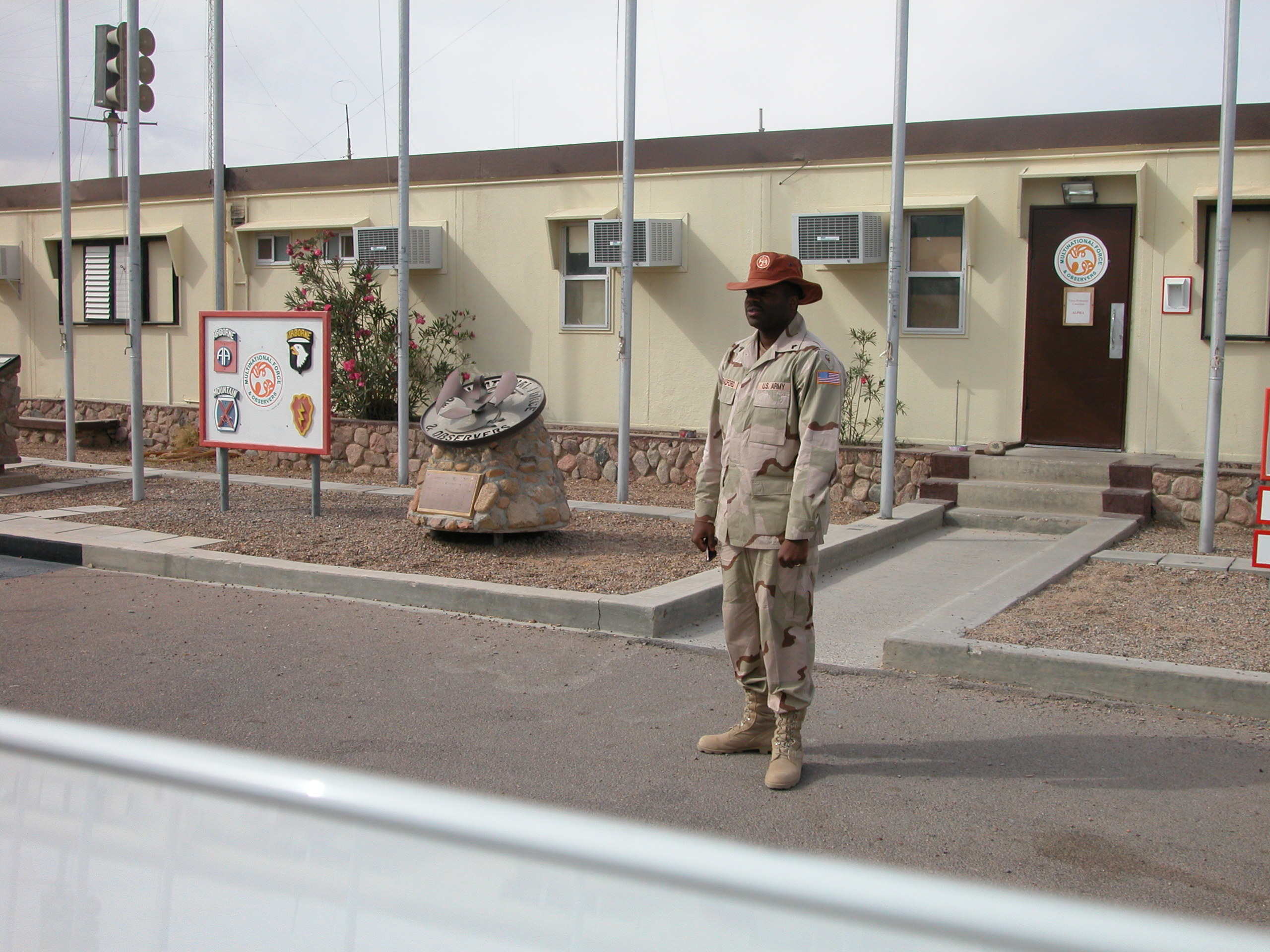
جندي من طراز يو إس بات ومراقب القوة المتعددة الجنسيات يرتدي قبعة القبعة البرتقالية المأذون بها والتي تشير إليه على أنه حارس سلام تابع لـ للقوة متعدد الجنسيات أمام مقر يو إس بات في المخيم الجنوبي في شرم الشيخ.

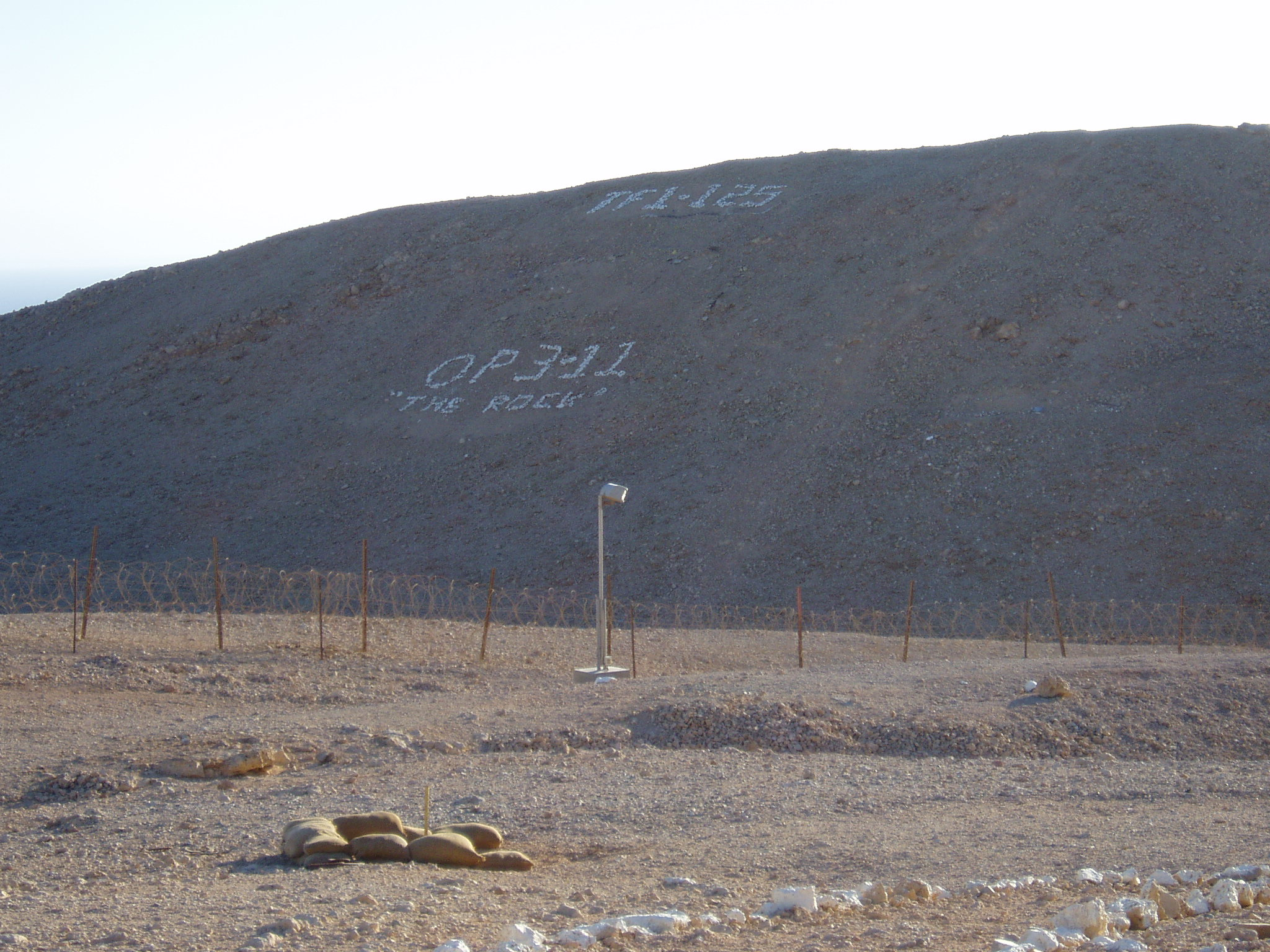
تل خارج منطقة الإنزال في جزيرة تيران (أو بي 3-11). أطلق جنود القوة المتعددة الجنسيات على العمليات العسكرية أو بي 3-11 "الصخرة" نسبة إلى فيلم السجن الأمريكي بسبب صفاته المتشابهة المفترض.

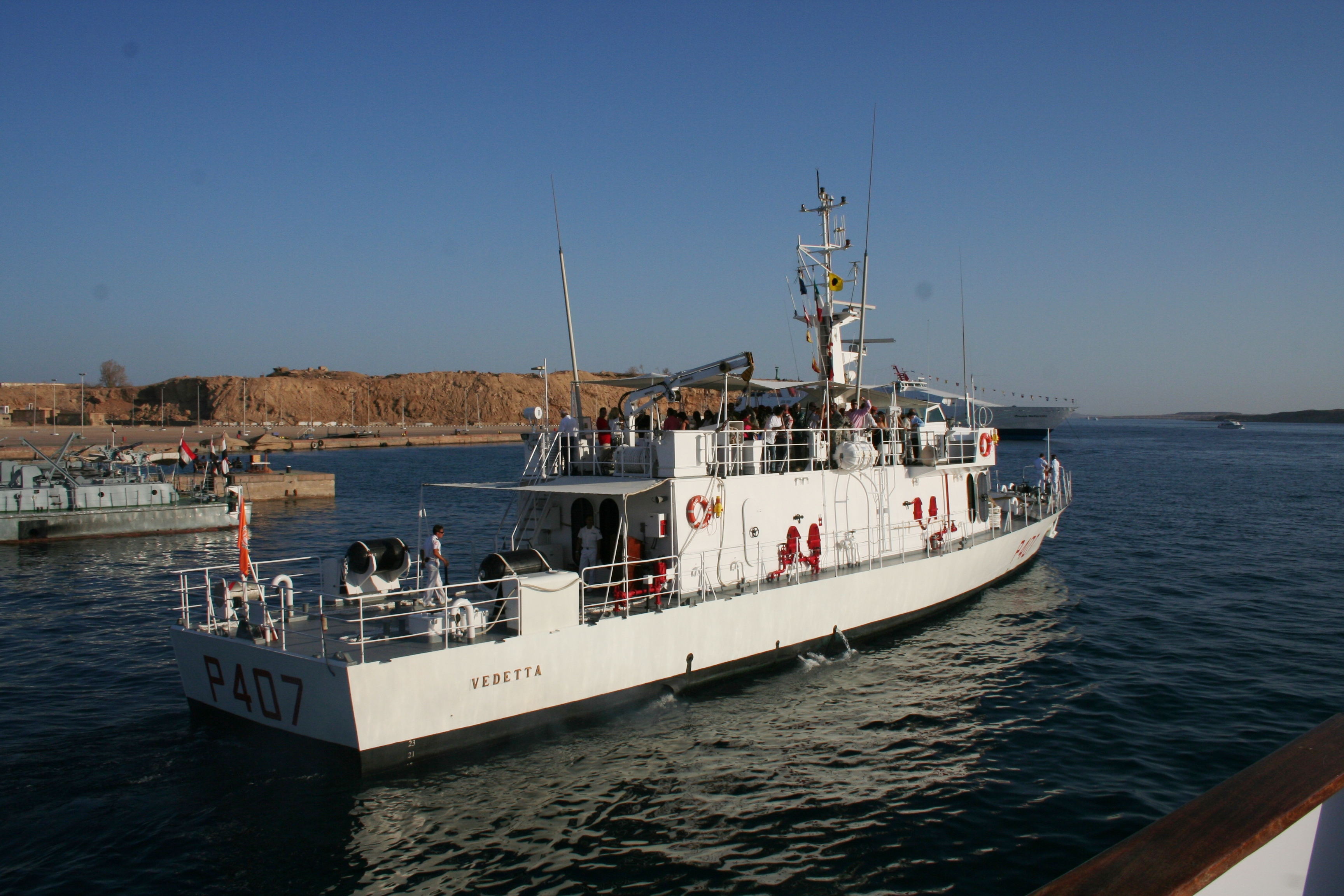
السفينة البحرية الإيطالية فيديتا، زورق دورية من فئة إسبلوريتور. تعمل سفن وحدة الدوريات الساحلية كمراكز مراقبة متنقلة داخل خليج العقبة.

في 17 سبتمبر 1978 وقع رئيس الوزراء الإسرائيلي مناحم بيجن والرئيس المصري أنور السادات اتفاقية كامب ديفيد تحت رعاية رئيس الولايات المتحدة جيمي كارتر، نصت الاتفاقات على الانسحاب الإسرائيلي الكامل من سيناء.
بعد توقيع معاهدة السلام المصرية الإسرائيلية في 26 مارس 1979، طُلب من الأمم المتحدة توفير قوات حفظ السلام لشبه جزيرة سيناء المنصوص عليها في المعاهدة. تطلبت شروط المعاهدة وجود قوات حفظ سلام دولية لضمان التزام كل من إسرائيل ومصر بالأحكام المتعلقة بالحشد العسكري على طول الحدود.
بدايةً تم توفير قوة حفظ السلام من قبل بعثة سيناء الميدانية الأمريكية، بينما بذلت الجهود لإنشاء قوة تابعة للأمم المتحدة.
في 18 مايو 1981 أشار رئيس مجلس الأمن التابع للأمم المتحدة إلى أن الأمم المتحدة لن تكون قادرة على توفير القوة، بسبب التهديد باستخدام حق النقض ضد الاقتراح من قبل الاتحاد السوفيتي بناءً على طلب سوريا.
نتيجة لرفض مجلس الأمن التابع للأمم المتحدة، فتحت مصر وإسرائيل والولايات المتحدة مفاوضات لإنشاء منظمة لحفظ السلام خارج إطار الأمم المتحدة. في 3 أغسطس 1981 تم التوقيع على بروتوكول معاهدة السلام، وإنشاء القوة المتعددة الجنسيات والمراقبين.
من عام 2012 إلى عام 2016 كان المخيم الشمالي التابع للقوة المتعددة الجنسيات تحت تهديد من تنظيم الدولة الإسلامية (داعش). بحلول سبتمبر 2016، أعيد تنظيم المعسكر الشمالي للقوة المتعددة الجنسيات، مع تخصيص واجبات لا تتعلق بمسؤوليات المراقبين إلى الجنوب. تم نشر 75 جنديًا أمريكيًا بمعدات اتصالات جديدة لتعزيز القوة البشرية للقوة متعددة الجنسيات. تم تعزيز المخيمات بأسوار ذكية والمزيد من كاميرات المراقبة والبصريات.

## مهمة
مهمة القوة المتعددة الجنسيات والمراقبون هي:
.. للإشراف على تنفيذ البنود الأمنية لمعاهدة السلام المصرية ـ الإسرائيلية وبذل أقصى الجهود لمنع أي انتهاك لبنودها.
يتم تحقيق ذلك من خلال تنفيذ أربع مهام:
- - تشغيل نقاط التفتيش ونقاط المراقبة وتسيير دوريات استطلاع على الحدود الدولية وداخل المنطقة ج.
- التحقق من شروط معاهدة السلام بما لا يقل عن مرتين في الشهر.
- التحقق من شروط معاهدة السلام في غضون 48 ساعة، بناء على طلب أي من الطرفين.
- ضمان حرية الملاحة البحرية الدولية في مضيق تيران والوصول إلى خليج العقبة.

على مدى العقود الثلاثة التي نفذت فيها القوة المتعددة الجنسيات والمراقبون مهمتها، أثبتت أنها قوة ناجحة للغاية. أدت الرغبة في السلام من جانب كل من مصر وإسرائيل، إلى جانب فعالية القوة المتعددة الجنسيات والمراقبون، إلى حالة سلام دائمة ودائمة بين هاتين الدولتين.

## منظمة
يقع المقر الرئيسي للقوة المتعددة الجنسيات والمراقبون في روما، حيث يرأسها المدير العام . كما أن لديها مكتبان إقليميان في تل أبيب والقاهرة، بينما تتمركز القوة نفسها في المنطقة ج في شبه جزيرة سيناء، تحت قيادة قائد القوة.
يكون قائد القوة مسؤولاً عن العناصر العسكرية للقوة المتعددة الجنسيات والمكونة من:
- مقر
- ثلاث كتائب مشاة (فيجيبات، وكولبات، وUSBATT).
- كتيبة الدعم الأمريكية الأولى (وحدة الدعم اللوجستي سابقًا).
- وحدة الدوريات الساحلية (CPU).
- وحدة طيران الجناح الدوار (AVCO).
- وحدة طيران الجناح الثابت (FWAU).
- وحدة النقل والهندسة (TREU).
- وحدة الشرطة العسكرية (FMPU).
- وحدة متابعة الرحلة (مراقبة الحركة الجوية).

تتكون فرقة الأوبزرفر في القوة المتعددة الجنسيات والمراقبون بالكامل من المدنيين الأمريكيين. والمراقبون إما معارون من وزارة الخارجية الأمريكية أو أفراد متقاعدون من الجيش الأمريكي.

## الدول المشاركة
يوجد 13 دولة مشاركة في القوات وهي:
- الولايات المتحدة بكتيبة مشاة قوامها 425 جنديا في القطاع الجنوبي لانتشار القوة المتعددة الجنسيات في سيناء، إضافة إلى 235 موظف دعم، بمن في ذلك الأطباء والمتخصصون في الألغام الأرضية، والذين يساعدون سكان المنطقة على القيام بحماية مجتمعاتهم بواسطة التخلص من المواد المتفجرة المتبقية من النزاعات السابقة.
- كولومبيا.
- فيجي، كتيبة من 329 جنديا.
- إيطاليا، مشاركة بثلاث سفن من البحرية تقوم بدوريات في المياه المحاذية لسواحل سيناء، وذلك لضمان حرية الملاحة في مضيق تيران والوصول إلى خليج العقبة.
- أستراليا.
- كندا.
- فرنسا.
- المجر.
- نيوزيلندا.
- النرويج.
- العراق.
- هولندا.
- إيطاليا.

### موظفو الدول المعنية
يأتي موظفو هؤلاء من أربع عشرة دولة:
- أستراليا - أستراليا لديها 30 فردًا من قوات الدفاع الأسترالية مع القوة المتعددة الجنسيات. من عام 1982 حتى عام 1985، كانت غالبية الكتيبة الأسترالية تتكون من 100 فرد بشكل رئيسي من القوات الجوية الملكية لدعم 8 طائرات هليكوبتر من طراز إيروكوا، مع 25 من أفراد الجيش الأسترالي المتمركزين في مقر القوة (غادر في عام 1986 وعاد في عام 1993 ؛ تم استبداله مؤقتًا بـ وحدة من المملكة المتحدة).[9] ضابط بالجيش الأسترالي، اللواء ديفيد فيرغسون، تولى قيادة القوة أيضًا من 21 أبريل 1994 إلى 10 أبريل 1997.[10][11]
- كندا - 30 فردًا داخل مقرات القوة والوحدات بالإضافة إلى العمليات والاتصال ومكتب زيارة كبار الشخصيات ومراقبة الحركة الجوية والنقل والدعم وفروع الأفراد [12] وبدءًا من 23 مارس 2015، وحدة الشرطة العسكرية بالقوة.[13]
- كولومبيا - كتيبة المشاة (كولبات) - 358 فردًا (باتالون كولومبيا رقم 3).
- جمهورية التشيك [14] - 3 أفراد متمركزين في مقر القوة، 18 فردًا مع طائرة نقل إيادس كاسا سي-295.[15]
- فيجي - كتيبة مشاة (فيجيبات) - 329 فردًا.
- فرنسا - موظفان في وحدة الاتصال. (فرنشكون).
- المجر - وحدة الشرطة العسكرية - 41 فردًا (هونكون).
- إيطاليا - وحدة الدوريات الساحلية مع 75 فردًا و4 سفن: إسبلوريتو بي-405 وسنتنيلا بي-406 وفيديتا بي -407 وستافيتا بي-408 (إتكون)
- اليابان - 2 من ضباط جيه بي إس دي إف مقرهم في مقر فرقة العمل.[16]
- نيوزيلندا - تضم نيوزيلندا 28 فردًا من قوات الدفاع النيوزيلندية مع القوة المتعددة الجنسيات (نزكون). قائد القوة الحالي هو النيوزيلندي اللواء إيفان ويليامز. اللواء ويليامز هو ثالث نيوزيلندي يتولى قيادة القوة المتعددة الجنسيات منذ إنشائها في عام 1982.[17]
- النرويج - 6 أفراد في مقر القوة.[18]
- الولايات المتحدة - تساهم الولايات المتحدة بثلاث وحدات تُعرف مجتمعة باسم فرقة سيناء:[19]
  - مقر القوة - 40 فردا.
  - كتيبة المشاة (يو إس بات - عادةً ما يتم سحبها من وحدات الحرس الوطني بالجيش) - 440 فردًا
  - كتيبة دعم - 235 فردًا بما في ذلك المكونات التالية:
    - المقر.
    - شركة طبية تتكون من طب الأسنان، والطب، والعلاج الطبيعي، والطب البيطري، واللوجستيات الطبية (التموين الطبي والصيانة الطبية)، والطب الوقائي.
    - مفرزة التخلص من الذخائر المتفجرة (إي أو دي).
    - شركة طيران.
- الأوروغواي - 87 فردا في وحدة النقل والهندسة.
- المملكة المتحدة - 1 ماجور& 1 إس إن سي أو. (برايتكون).

## زي رسمي

### الجيش
يرتدي الأفراد العسكريون الذين يخدمون في القوة المتعددة الجنسيات اللباس العسكري الوطني المناسب للظروف المناخية في سيناء (باستثناء بعض الوحدات مثل أوروغواي وأستراليا وفيجي التي تحافظ على زي الغابة). في حالة الجيش الأمريكي، شهدت سيناء أول استخدام للنسخة الصحراوية من زي المعركة، وهو لباس معركة الصحراء بستة ألوان والذي سيتم ارتداؤه لاحقًا أثناء عمليتي درع الصحراء وعاصفة الصحراء، ثم الثلاثة ألوان الزي القتالي الصحراوي - يرتدي الجيش الأمريكي حاليًا زي الجيش القتالي القياسي. قامت كل من كندا وكولومبيا وفرنسا والمجر ونيوزيلندا والنرويج بتطوير أو اعتماد الزي الصحراوي الخاص بهم لاستخدامه في سيناء وأماكن أخرى. ترتدي جميع الوحدات أعلامًا وطنية أو شارات لتحديد بلدهم الأصلي.[بحاجة لمصدر]
تُخيط القبعات إم إف أو على الزي الرسمي لتحديد مرتديها كعضو في القوة. يرتدي جميع أفراد القوة قبعة بيريه أو قبعة شجيرة ملونة من الطين. يتم توفير أغطية خوذة بلون الطين للجنود الذين يرتدون معدات ميدانية و/ أو دروع واقية من الرصاص. بعض الوحدات، مثل تلك الموجودة في كولومبيا، ترتدي أيضًا أوشحة عنق من الطين عند الاستعراض. خلال الثمانينيات من القرن الماضي، تم استخدام قبعة دورية «حارس» بلون الطين، ولكن تم إيقافها بحلول التسعينيات.
تعتبر القبعات المصنوعة من الطين فريدة من نوعها بالنسبة للقوة المتعددة الجنسيات وتم اختيارها لإظهار أن القوة ليست قوة حفظ سلام تابعة للأمم المتحدة. قوات حفظ السلام التابعة للأمم المتحدة ترتدي قبعة مميزة باللون الأزرق الفاتح. يتم ارتداء شارة MFO المعدنية أو القماشية على القلنسوة.

### المراقبون المدنيون
كان المراقبون المدنيون الخمسة عشر الذين عينتهم القوة متعددة الجنسيات يرتدون في الأصل زيًا برتقاليًا واضحًا للعيان (من بقايا بعثة سيناء الميدانية، التي كان أفرادها يرتدون مثل هذا الزي الرسمي) أثناء قيامهم بواجبات التحقق من المعاهدة. في عام 2002، تم إجراء تغيير على قميص برتقالي لامع يرتديه بنطال كاكي. تم استبدال القمصان البرتقالية منذ ذلك الحين بقمصان البولو السوداء.[بحاجة لمصدر]

### أوسمة

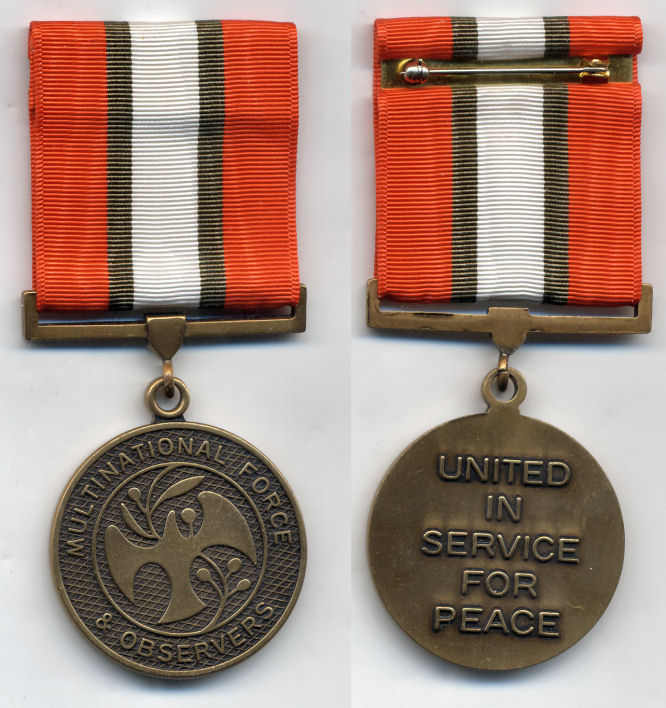
وسام القوة المتعددة الجنسيات والمراقبين

يُصرح لحفظة السلام الذين يكملون جولة في الخدمة في سيناء لمدة ستة أشهر بأول ميدالية من القوة المتعددة الجنسيات والمراقبين. يتم تقديم هذه عادة في مسيرات ميدالية الوحدات. كل جولة مدتها ستة أشهر بعد ذلك تسمح لمن يرتديها بوضع رقم على شريطه (يبدأ بالرقم "2"). يُسمح لموظفي القوة المدنيين بارتداء الميدالية المدنية للقوة متعددة الجنسيات[بحاجة لمصدر] لنفس شروط الخدمة مثل حفظة السلام. أخيرًا، هناك جائزة المدير العام، والتي تُمنح لكل من قوات حفظ السلام والمدنيين عن الخدمة أو العمل المتميز نيابة عن القوة المتعددة الجنسيات. الجوائز الأخرى للخدمة أو الجدارة تتوافق مع ممارسات وتقاليد الوحدات الفردية.[بحاجة لمصدر]

## التسلسل الزمني

### يناير 1982
تم نشر حوالي 160 جنديًا أمريكيًا من فورت براج بولاية نورث كارولينا في سيناء. كانت مهمة هذه الوحدة ذات الحجم المعزز هي إنشاء مرافق دعم استعدادًا لوصول كتائب المشاة القادمة لمراقبة السلام. لم تكن هذه شركة لوجستية نموذجية للجيش الأمريكي. في البداية، طُلب من الذين تم نشرهم ارتداء ملابس مدنية، بسبب التهديد الأمني. وصلوا في منتصف الليل وتم نقلهم بالحافلات إلى قاعدة عيتام الجوية في إسرائيل، والتي تم تغيير اسمها فيما بعد إلى الجورة بعد نقل شبه جزيرة سيناء إلى مصر في 25 أبريل 1982. كان على هؤلاء الجنود أن يستعدوا لتولي مهمة بعثة سيناء الميدانية. كان الهدف هو إنشاء هيكل قيادة ودعم للطائرات الثابتة والدوارة ودعم قطع الغيار وإمدادات المياه والبترول والطبية واللوجستية للقوة المتعددة الجنسيات التي ستتولى المهمة لاحقًا.
عند وصولهم، تم إيواؤهم في البداية في عدة مبان كانت موجودة كجزء من قاعدة إيتام الجوية. مرت عدة أشهر قبل إنشاء المباني الدائمة.[بحاجة لمصدر]

### مارس 1982
تتجمع وحدات الطيران العسكرية الأسترالية والنيوزيلندية ويتم نشرها في المنطقة في 20 مارس 1982، كوحدة طيران الجناح الدوار.

### أبريل 1982
تولت القوة المتعددة الجنسيات والمراقبون مهامها في 25 أبريل 1982، وهو اليوم الذي سلمت فيه إسرائيل السيادة على شبه جزيرة سيناء إلى مصر. في عام 1995، جربت الولايات المتحدة كتيبة مركبة تتألف من جنود الحرس الوطني من فرجينيا وماريلاند، وجنود الجيش النظامي من الفرقة 82 المحمولة جواً والفرقة 101 المحمولة جواً (الهجوم الجوي). في أبريل 2006، تولى الجيش الأمريكي الثالث، في دوره كقيادة للمكونات البرية لقوات التحالف التابعة للقيادة المركزية، قيادة قيادة دعم الفيلق الأول (كوسكوم الأولى) من الفيلق الثامن عشر المحمول جواً. في ظل إعادة تنظيم الجيش الأمريكي، أعيد تعيين كوسكوم الأولى كقيادة الاستدامة الأولى (المسرح). منذ يناير 2002، تمد الولايات المتحدة كتائب مشاة الحرس الوطني.[بحاجة لمصدر]

### أبريل 1983
تم تعيين الكولونيل سيتيفيني رابوكا قائدا لوحدة القوات المسلحة الفيجية. بعد أن أمضى عامين في المنصب في سيناء، عاد العقيد رابوكا إلى فيجي في عام 1985 للتخطيط والقيام بانقلاب عسكري غير دموي أطاح بالحكومة الفيجية المنتخبة في 14 مايو 1987.

### فبراير 1984
اغتيل المدير العام للقوة ليمون هانت في روما بإيطاليا أثناء جلوسه في سيارته المصفحة التي يقودها سائق خارج بوابات مسكنه الخاص. وأطلق القتلة النار من سلاح آلي في النافذة الخلفية المحصنة حتى تمكنوا من اختراق الزجاج وضرب المدير العام في الرأس. وأعلنت الفصيل الثوري اللبناني المسلح، اللواء الأحمر، مسؤوليتها عن الاغتيال.

### مارس 1985
نظرًا للانتهاء الوشيك لالتزام القوة المتعددة الجنسيات الأسترالية لمدة أربع سنوات في أبريل 1986، دعت حكومات إسرائيل ومصر والولايات المتحدة كندا لتقديم فرقة. وافقت كندا على استبدال أستراليا في القوة المتعددة الجنسيات وتزويد سرب طائرات هليكوبتر وضباط أركان وقسم لمتابعة الرحلات الجوية من مراقبي الحركة الجوية يبلغ مجموعهم 136 فردًا عسكريًا. تم جلب الكتيبة الكندية بقوة من القوات الكندية في 26 سبتمبر 1985.

### ديسمبر 1985
في 12 ديسمبر 1985، تحطمت طائرة مستأجرة ارو اير دوغلاس دي سي-8 مع 248 عضوًا عائدًا من الفرقة 101 المحمولة جواً الأمريكية وثمانية طاقم طيران في المناظر الطبيعية الباردة والرطبة في نهاية المدرج 22 في مطار جاندر الدولي في جاندر، نيوفاوندلاند، مع لا ناجين. كان الفريق 101 في طريقه إلى المنزل من جولة عمل مع القوة المتعددة الجنسيات. النظرية المقبولة هي أن الاصطدام نتج عن تراكم الجليد على السطوح الأمامية للأجنحة، لكن الجدل والتكهنات لا تزال محتدمة بأن التحطم ربما نتج عن نوع من الأجهزة الحارقة الموضوعة على متن الطائرة.

### أبريل 1986
انسحبت الوحدة الأسترالية، المكونة من ضباط الأركان وسرب طائرات الهليكوبتر الذين كانوا أعضاء في الانتشار الأولي، في سياق تخفيض حكومتهم لالتزامات حفظ السلام. تم استبدالهم بوحدة طيران الجناح الروتاري الكندية، المجهزة بتسعة بيل يو إتش-1إن توين هيوي وضباط أركان ورحلة متابعة. تم تشغيل وحدة طيران الجناح الروتاري الكندية في الجورة في 31 مارس 1986. تناوبت وحدات الهليكوبتر التكتيكية الكندية إلى الجورة للقيام بجولات خدمة مدتها ستة أشهر. كانت الوحدات الأولية التي قدمت الأفراد العسكريين هي 408 و427 و430 سربًا من سرب طائرات الهليكوبتر التكتيكية و403 سرب تدريب عملي لطائرات الهليكوبتر.

### ديسمبر 1989
تحطمت مروحية كندية من طراز سي إتش-135 في رحلة تجريبية للصيانة على بعد ميل واحد شمال الجورة. أصيب كل من أفراد الطاقم، أحدهما خطير.

### مارس 1990
بعد أربع سنوات مع القوة المتعددة الجنسيات، تم سحب سرب طائرات الهليكوبتر الكندي. كان هذا يرجع في المقام الأول إلى قبول كندا لالتزام جديد بإرسال سرب طائرات هليكوبتر إلى أمريكا الوسطى مع قوة حفظ سلام تابعة للأمم المتحدة. ترك هذا 28 موظفًا كنديًا ومراقبي الحركة الجوية في الرحلة التالية للدور مع القوة المتعددة الجنسيات، وهو التزام يستمر حتى يومنا هذا. بسبب رحيل الكنديين، قسمت الولايات المتحدة جناحها الدوار بين معسكرات الجنوب والشمال.[بحاجة لمصدر]

### يناير 1993
عاد الأستراليون، الذين حلت محلهم وحدة بريطانية، إلى البعثة، وانسحبت الوحدة البريطانية. اللفتنانت كولونيل مارتن هاميلتون سميث كان أول قائد وحدة من الأستراليين العائدين. ذهب ليصبح سياسيًا من جنوب أستراليا بعد مسيرته العسكرية.

### أغسطس 1994
تورط أفراد من القوة المتعددة الجنسيات الأسترالية في حادث ضرب وفر لم يبلغوا عنه. ظهرت الحادثة  عندما أبلغ أحد ركاب السيارة، الرقيب في الجيش ديفيد هارتشورن، عن الحادث بعد إعادته إلى أستراليا. تم إنشاء دليل ظاهر على الحادث وتم تضمينه في تحقيق رسمي من قبل الحكومة الأسترالية في عام 2004. في مقال بقلم الصحفي في شبكة الأخبار المحدودة إيان ماكفيدران في 30 أغسطس 2012، تلقى الرقيب السابق ديفيد هارتشورن اعتذارًا من قائد الجيش الأسترالي السابق اللفتنانت جنرال ديفيد موريسون والمفتش العام لقوات الدفاع الأسترالية السيد جيف إيرلي لأمره بعدم الإبلاغ. حادث الكر والفر.

### يناير 1995
يتولى الجهاز بي آي آر 4-505 مهام يو إس بات. تتكون هذه الكتيبة من جنود الاحتياط والحرس الوطني بالإضافة إلى جنود الخدمة الفعلية من الفرقة الجبلية العاشرة، 1/87 مشاة، فورت دروم، نيويورك. استخدم الجيش الأمريكي هذه المجموعة كاختبار لمعرفة ما إذا كان بإمكان جنود الاحتياط تولي المهمة في المستقبل.

### سبتمبر 1995
وصلت وحدة مجرية للعمل كوحدة شرطة عسكرية. حل المجريون محل الكتيبة الهولندية، ومن بين أفراد الشرطة العسكرية عضوان من طاقم القوة وطبيب وضابط اتصال.

### يناير 2002
أصبحت الكتيبة الثانية، فوج المشاة رقم 153 التابع للحرس الوطني في أركنساس، أول وحدة من الحرس الوطني يتم نشرها في فرقة سيناء كجزء من عملية النسر النبيل. أعفوا مشاة 2-87 من الفرقة الجبلية العاشرة ومقرها في فورت دروم، نيويورك.

### يوليو 2002
تولى الأول بي إن 186 مشاة، الحرس الوطني لجيش أوريغون، التناوب رقم 43 (الأوامر: 115-182) مهام في المعسكر الجنوبي من الحرس الوطني في أركنساس، في إطار عملية الحرية الدائمة.

### يناير 2003
تولى فوج المشاة رقم 180 التابع للحرس الوطني في أوكلاهوما مهامه مثل الولايات المتحدة بات في معسكر الجنوب (إم إف أو 44) كأول وحدة تم تعيينها في إطار عملية الحرية الدائمة.

### يوليو 2003
تولى الحرس الوطني في ولاية أيوا مهامه مثل يو إس بات في معسكر الجنوب (إم إف أو 45).

### أغسطس 2005
أصيبت سيارة تابعة للقوة متعددة الجنسيات تقل عنصرين من الكتيبة الكندية بأضرار بالغة، نتيجة هجوم بعبوة ناسفة. أصيب الكنديون بجروح طفيفة فقط.[بحاجة لمصدر]

### كانون الثاني (يناير) 2006
تولى سلاح الفرسان 1 - 124 مهام فرقة يو إس بات تعد كاف1-124 جزءًا من فرقة المشاة 36 التابعة للحرس الوطني لجيش تكساس. الوحدات التي تم تجميعها معًا لإكمال المهمة تشمل عناصر من 1-112 درع و3-112 درع.[بحاجة لمصدر]

### فبراير 2006
غرقت عبّارة إم.إس السلام بوكاتشيو 98، وهي عبارة عن عبّارة ركاب مصرية تعمل بالدوران والدوران تديرها شركة السلام للنقل البحري، في طريقها من ضبا (المملكة العربية السعودية) إلى سفاجا (مصر)، في 3 فبراير 2006 في البحر الأحمر وعلى متنها 1400 راكب.
الأصول البحرية لوحدة الدوريات الساحلية الإيطالية (آي تي إس فيديتا وآي تي إس سنتينيلا) وطيران القوة المتعددة الجنسيات (الوحدة الفرنسية توين أوتير ووحدة أمريكية واحدة يو إتش-60 إيه)، ودعم عناصر يو إس بات الطبية واللوجستية الأرضية شاركوا جميعًا في عملية البحث والإنقاذ . بمجرد أن علمت القوة المتعددة الجنسيات بالكارثة، تم وضع وحدة المعالجة المركزية على أهبة الاستعداد لتزويد خدمات البحث والإنقاذ المصرية (إس إيه آر) بأي مساعدة ممكنة. بعد ذلك، على مدار ثلاثة أيام، 3-5 فبراير 2006، قامت سفن وحدة المعالجة المركزية بدوريات لأكثر من 90 ساعة في ظروف الطقس القاسية. وأنقذت سفن القوة المتعددة الجنسيات ثمانية ركاب.

### مايو 2007
تحطمت طائرة تابعة للقوات الجوية الفرنسية دي هافيلاند كندا دي إتش سي 6 توين أوتر في الخدمة مع وحدة طيران الجناح الثابت إم إف أو في منتصف شبه الجزيرة، على 80 كيلومتر (50 ميل) جنوب بلدة نخل. كان جميع الركاب وأفراد الطاقم يخدمون أعضاء في القوة المتعددة الجنسيات، وثمانية فرنسيين وكندي واحد، وجميعهم قتلوا. أبلغت الطائرة عن مشكلة في أحد المحركات وكانت تحاول الهبوط اضطرارياً على طريق سريع عندما اصطدمت بشاحنة. لقد تحطمت وانفجرت بعد لحظات. ونجا سائق الشاحنة سالما.
تم تشغيل الطائرة من قبل القوات الجوية الفرنسية كمساهمة لها في القوة المتعددة الجنسيات. قامت برحلات منتظمة بين قاعدتي القوة المتعددة الجنسيتين الرئيسيتين في الجورة وشرم الشيخ، بالإضافة إلى القيام بمهام المراقبة كجزء من ولاية القوة المتعددة الجنسيات.

### ديسمبر 2008
أعلنت جمهورية التشيك وإم إف أو أن التشيك قد دخلوا في مفاوضات للمساهمة بثلاثة ضباط أركان في القوة كجزء من وحدة تشيكية جديدة ودائمة. هذه الإضافة المقترحة إلى القوة المتعددة الجنسيات هي جزء من الخطة الإستراتيجية لجمهورية التشيك لتصبح أكثر انخراطًا في العمليات الخارجية وتخضع لموافقة البرلمان.

### نوفمبر 2009
الكتيبة التشيكية (CZECHCON) هي أحدث عضو في عائلة القوة المتعددة الجنسيات (MFO) للدول المساهمة بقوات. وصل الجنود الأوائل إلى سيناء في 17 نوفمبر 2009. يتألف أفراد الوحدات من ثلاثة ضباط أركان في المناصب الرئيسية التالية: مساعد رئيس الأركان (مقدم)، ونائب مسؤول معلومات حماية القوة (رائد) وضابط أركان هندسة القوة (رائد). سيخدم جميع الضباط جولة عمل تطوعية مدتها عام واحد مع القوة المتعددة الجنسيات.

### سبتمبر 2012
هاجم العشرات من المسلحين المخيم الشمالي يوم الجمعة 14 سبتمبر 2012، حيث حطموا جدار المنشأة التي تضم مقر القوة المتعددة الجنسيات، وأضرموا النار في المركبات والمنشآت. ودافع جنود القوة المتعددة الجنسيات عن القاعدة وحدث تبادل لإطلاق النار. وبحسب ما ورد أصيب أربعة من أفراد القوة المتعددة الجنسيات بجروح.

### أكتوبر 2013
وترى أجزاء من القوة المتعددة الجنسيات والمراقبون أن تقليص المساعدات العسكرية من الولايات المتحدة لمصر سلبي بالنسبة للاستقرار في سيناء، حيث ضربت الحكومة العسكرية المسلحين بشدة.

### مارس 2014
عقدت القوة المتعددة الجنسيات والمراقبون مراسم أداء اليمين للترحيب بالقائد الجديد للقوة المتعددة الجنسيات، اللواء دينيس طومسون من كندا، القائد السابق لـ قيادة قوات العمليات الخاصة الكندية.

### مارس 2015
أضافت الوحدة الكندية 30 ضابطا من الشرطة العسكرية الكندية كجزء من وحدة الشرطة العسكرية التابعة للقوة المتعددة الجنسيات. استمر هذا الالتزام أربع سنوات، حتى مارس 2019.

### مارس 2017
اللواء الأسترالي سيمون ستيوارت يتولى قيادة القوة المتعددة الجنسيات.[بحاجة لمصدر]

### فبراير 2019
وقدم زيارة للقوة المتعددة الجنسيات التي كتبها كينتارو سونورا، المستشار الخاص لرئيس الوزراء الياباني آبي، كجزء من النظر في المساهمة جسدف الموظفين إلى القوة المتعددة الجنسيات.

### مارس 2019
أكملت الوحدة الكندية أربع سنوات من الدعم مع وحدة الشرطة العسكرية، بما في ذلك الثناء على تلك الوحدة. تحول الالتزام الكندي إلى توفير 55 من أفراد القوات الكندية كمستشارين كبار، وموظفي المقر، بالإضافة إلى خبراء في المراقبة عن بعد، والدعم اللوجستي، والهندسة العسكرية، والشرطة والتدريب.

### نوفمبر 2020
لقي سبعة أعضاء من القوة متعددة الجنسيات مصرعهم (خمسة أمريكيين وتشيكى وفرنسي واحد) في تحطم طائرة هليكوبتر من طراز UH-60 بلاك هوك تابعة للقوة متعددة الجنسيات بالقرب من شرم الشيخ. أصيب جندي حفظ سلام أمريكي في الحادث وقام جنود البحث والإنقاذ الإسرائيليون بإجلائه من وحدة القوة الجوية 669 إلى مركز سوروكا الطبي في بئر السبع بإسرائيل.

## مناطق حفظ السلام في سيناء

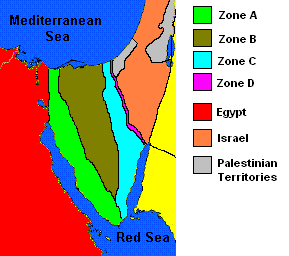
شبه جزيرة سيناء

دعت المادة الثانية من الملحق الأول لمعاهدة السلام إلى تقسيم شبه جزيرة سيناء إلى مناطق. داخل هذه المناطق، سُمح لمصر وإسرائيل بدرجات متفاوتة من التعزيزات العسكرية:
- المنطقة أ: بين قناة السويس والخط أ . يُسمح لمصر بفرقة مشاة ميكانيكية بإجمالي 22000 جندي في المنطقة أ.
- المنطقة ب: بين الخط أ والخط ب . يسمح لمصر بأربع كتائب أمن حدودية لدعم الشرطة المدنية في المنطقة ب.
- المنطقة ج: بين الخط ب والحدود المصرية الإسرائيلية. يسمح فقط للقوة المتعددة الجنسيات والشرطة المدنية المصرية بالدخول إلى المنطقة ج.
- المنطقة د: بين الحدود المصرية الإسرائيلية والخط د . يسمح لإسرائيل بأربع كتائب مشاة في المنطقة د.

يوجد داخل المنطقة ج نوعان من المنشآت الرئيسية:
- يقع المخيم الشمالي في الجورة (شمال سيناء)، 37 كم جنوب شرق العريش وموقع مقر القوة العسكرية.
- يقع ساوث كامب بين مدينتي شرم الشيخ وخليج نعمة.

بالإضافة إلى ذلك، هناك ثلاثون موقعًا أصغر في نقاط مختلفة داخل المنطقة ج. يوجد مركز مراقبة واحد بعيد (OP 3-11) بعيدًا عن الشاطئ في جزيرة تيران، مما يتطلب إعادة الإمداد عن طريق الجو أو البحر.

### المنطقة ج
تنقسم المنطقة ج إلى قطاعات، كل منها يتحكم فيه مركز تحكم القطاع. القطاعات مرقمة من الشمال إلى الجنوب ومخصصة:
- القطاعات 1 و2 - فيجي بات
- القطاعات 3 و4 - كولبات
- القطاعان 5 و7 - يو إس بات (تمت إعادة تنظيم القطاعات الثلاثة الأصلية إلى قطاعين) [49]

## شارات

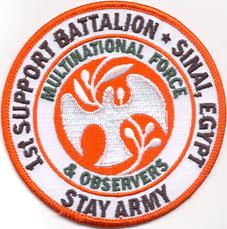
رقعة تذكارية لأفراد كتيبة الدعم الأولى.

## الحياة في سيناء
من الصعب الحفاظ على نوعية حياة جيدة لأعضاء القوة المتعددة الجنسيات والمراقبون في سيناء، بسبب بُعد المنطقة وخرابها فضلاً عن المخاوف الأمنية الحديثة. يتم توفير مرافق الصالة الرياضية والنوادي والمرافق الطبية والمكتبات والتبادلات في كل من المخيم الشمالي والمخيم الجنوبي. بالإضافة إلى ذلك، يمتلك مخيم الشمال مسبحًا بينما يفتخر المخيم الجنوبي بشاطئ هربز، وهو جزء من ساحل البحر الأحمر حيث يمكن الغطس على بعد بضعة أقدام في الماء ورؤية مجموعة متنوعة من الأسماك الاستوائية.
القوة لها مجلتها الخاصة، ورق الصنفرة الذي يصدر كل شهرين وثنائي اللغة. نُشر باللغتين الإنجليزية والإسبانية وهو من إنتاج مكتب الصحافة والزيارات. تقام الأحداث الرياضية في كلا المعسكرين. يتم تشجيع الأعضاء على القيام بزيارات إلى إسرائيل ومصر، عادة في رحلات منظمة. كما توجد رحلات إلى جبل سيناء والأقصر والقاهرة والقدس ومواقع أخرى داخل مصر وإسرائيل. كما يخدم نظام التلفزيون والراديو المخيم الشمالي والمخيم الجنوبي.
هناك أماكن للعروض الحية في كلا المعسكرين، وتوفر منظمة القوات المسلحة الأمريكية الترفيهية مجموعة متنوعة من الفرق والراقصين وأعمال أخرى لإبقاء القوات مستمتعة.
في مواقع المراقبة البعيدة، والتي قد لا تضم سوى عشرات من قوات حفظ السلام، يصعب الحفاظ على نوعية الحياة. خلال الجولات في المواقع البعيدة، يتمتع حفظة السلام بوصول محدود إلى الإنترنت، ويتم تزويدهم بمعدات التمرين، ويسمح لهم بتمائم. لا يُسمح بتواجد التمائم في المعسكرات الرئيسية، على الرغم من توفر طبيب بيطري للحفاظ على صحة الحيوانات، والتي غالبًا ما تكون كلابًا.
بعد البداية الأصلية للقوة المتعددة الجنسيات، كان السفر الروتيني إلى العريش وشرم الشيخ ومنشأة الشاطئ بالقرب من قطاع غزة ملاذًا مريحًا، لكن المخاوف الأمنية الأخيرة بشأن نشاط حماس المحتمل غيرت ذلك. وبالمثل، فإن مسابقة الدراجات المعروفة باسم Tour de Sinai (جولة في سيناء) والتي بدأت في عام 1985 قد مرت على جانب الطريق في السنوات الأخيرة.

## وصلات خارجية
- الموقع الرسمي
.
- "Australian MFO". Op Mazurka. مؤرشف من الأصل في 2009-07-11.
- Dutch MFO (غير رسمي).
- الحياة في المخيم الجنوبي أول دورة عام 1982.
- Hartshorn، David (1994). "Arafat Visit a Highlight of Peacekeeping role in Sinai". Australians at War. مؤرشف من الأصل في 2019-11-17.

- الموقع الرسمي للقوة المتعددة الجنسيات والمراقبون.
- قوة ال MFO في سيناء، جريدة الأهرام، 3 يوليو 2006.
- الوضع العسكري لسيناء بعد اتفاقية السلام، موسوعة مقاتل من الصحراء.